# Torneo Clausura 2022 Serie B de México
El Torneo Clausura 2022 de la Serie B de México, parte de la Segunda División de México llamada oficialmente Liga Premier, fue el 47.º torneo de la competencia con el que se cerró la LXXII temporada de la categoría. Este torneo fue disputado por siete equipos y representó el segundo certamen tras el regreso de la Serie B como rama separada en la categoría luego de un año de suspensión durante la temporada 2020-21.

## Sistema de competición
El sistema de competición de este torneo se desarrolla en dos fases:
- Fase de calificación: que se integra por las 14 jornadas del torneo regular. Durante esta ronda se enfrentarán los integrantes en dos ocasiones.
- Fase final: que se integrará por los partidos de ida y vuelta en rondas de semifinal y final.

### Fase de calificación
En la fase de calificación se observa el sistema de puntos. La ubicación en la tabla general está sujeta a lo siguiente:
- Por juego ganado se obtienen tres puntos (Si el visitante gana por diferencia de 2 o más goles se lleva el punto extra).
- Por juego empatado se obtiene un punto (En caso de empate a 2 o más goles se juegan en penales el punto extra).
- Por juego perdido no se otorgan puntos.

El orden de los clubes al final de la Fase de Calificación del torneo corresponderá a la suma de los puntos obtenidos por cada uno de ellos y se presentará en forma descendente. Si al finalizar las 14 jornadas del torneo, dos o más clubes estuviesen empatados en puntos, su posición en la Tabla general será determinada atendiendo a los siguientes criterios de desempate:
1. Mejor diferencia entre los goles anotados y recibidos.
2. Mayor número de goles anotados.
3. Marcadores particulares entre los Clubes empatados.
4. Mayor número de goles anotados como visitante.
5. Mejor ubicado en la Tabla general de cociente.
6. Tabla Fair Play.
7. Sorteo.

Para determinar los lugares que ocuparán los clubes que participen en la fase final del torneo se tomará como base la Tabla General.
Participarán automáticamente por el título de Campeón de la Liga Premier Serie B los cuatro primeros lugares de la tabla general del torneo.

### Fase final
Los cuatro clubes calificados para cada liguilla del torneo serán reubicados de acuerdo con el lugar que ocupen en la Tabla General de Cocientes de la Temporada al término de la jornada 14, con el puesto del número uno al club mejor clasificado, y así hasta el #4. Los partidos a esta fase se desarrollarán a visita, en las siguientes etapas:
- Semifinales
- Final

Los clubes vencedores en los partidos de semifinal serán aquellos que en los dos juegos anoten el mayor número de goles. De existir empate en el número de goles anotados, la posición se definirá a favor del club con mayor cantidad de goles a favor cuando actúe como visitante.
Si una vez aplicado el criterio anterior los clubes siguieran empatados, se observará la posición de los clubes en la tabla de cocientes.
Los partidos correspondientes a la Fase final se jugarán obligatoriamente los días miércoles y sábado, y jueves y domingo eligiendo, en su caso, exclusivamente en forma descendente, los cuatro clubes mejor clasificados en la Tabla de cocientes al término de la jornada 26, el día y horario de su partido como local. Los siguientes cuatro clubes podrán elegir únicamente el horario.
El club vencedor de la Final y por lo tanto campeón, será aquel que en los dos partidos anote el mayor número de goles. Si al término del tiempo reglamentario el partido está empatado, se agregarán dos tiempos extras de 15 minutos cada uno. De persistir el empate en estos periodos, se procederá a lanzar tiros penales hasta que resulte un vencedor.
En las Semifinales participarán los cuatro clubes mejor clasificados en la tabla general del torneo, los participantes serán ordenados de acuerdo con su posición en la Tabla general al término de la jornada 14 del torneo, enfrentándose:
2° vs 3°
Disputarán el título de Campeón de la temporada los dos clubes vencedores de la fase semifinal correspondiente, reubicándolos del uno al dos, de acuerdo a su mejor posición en la Tabla general al término de las 14 jornadas del torneo.

## Cambios
- El Club Deportivo Cuautla fue excluido de la competición por no hacer frente al pago de sus deudas ante la Liga y la Federación Mexicana de Fútbol, por lo que no tomará parte del Clausura 2022.[4][5]

## Equipos participantes

### Equipos por Entidad Federativa
Se muestran las localizaciones en mapa de equipos de la Serie B de México 2021-22.
Para la temporada 2021-22, la entidad federativa de la República Mexicana con más equipos en la Serie B es el Estado de México con tres equipos.
| Entidad Federativa | N.º | Equipos                                   |
| ------------------ | --- | ----------------------------------------- |
| Estado de México   | 3   | Ciervos, Huracanes Izcalli y Lobos Huerta |
| Ciudad de México   | 1   | Guerreros de Xico                         |
| Coahuila           | 1   | Calor                                     |
| Michoacán          | 1   | Aguacateros CD Uruapan                    |
| Oaxaca             | 1   | Alebrijes                                 |

### Información sobre los equipos participantes
| Equipo            | Entrenador         | Ciudad                               | Fundación      | Estadio                               | Capacidad | Filial              |
| ----------------- | ------------------ | ------------------------------------ | -------------- | ------------------------------------- | --------- | ------------------- |
| Aguacateros CDU   | José Muñoz         | Uruapan, Michoacán                   | 2018 (6 años)  | Unidad Deportiva Hermanos López Rayón | 5 000     |                     |
| Alebrijes "B"     | Isaac Martínez     | Oaxaca, Oaxaca                       | 2013 (11 años) | Tecnológico de Oaxaca                 | 14 598    | Alebrijes de Oaxaca |
| Calor             | Pedro Muñoz        | Monclova, Coahuila                   | 2001 (24 años) | Ciudad Deportiva Nora Leticia Rocha   | 5 000     |                     |
| Ciervos F.C.      | Pablo Robles       | Chalco, Estado de México             | 2017 (7 años)  | Arreola                               | 3 217     |                     |
| Guerreros de Xico | Miguel Ángel Limón | Iztacalco, Ciudad de México          | 2021 (4 años)  | Jesús Martínez "Palillo"              | 6 000     |                     |
| Huracanes Izcalli | Antonio Gutiérrez  | Cuautitlán Izcalli, Estado de México | 2021 (4 años)  | Arreola                               | 3 217     |                     |
| Lobos Huerta      | Julio Huerta       | Cuautitlán Izcalli, Estado de México | 2021 (4 años)  | Deportivo Cartagena                   | 2 000     |                     |

## Torneo Regular
- Horarios en tiempo local.
- Calendario disponible en la página oficial de la competencia.[6]

| Jornada 1         | Jornada 1 | Jornada 1         | Jornada 1                             | Jornada 1     | Jornada 1     | Jornada 1     | Jornada 1     | Jornada 1     | Jornada 1 |
| Local             | Resultado | Visitante         | Estadio                               | Fecha         | Hora          | Espectadores  | Amonestado    | Expulsado     |           |
| ----------------- | --------- | ----------------- | ------------------------------------- | ------------- | ------------- | ------------- | ------------- | ------------- | --------- |
| Calor             | 5 - 1     | Lobos Huerta      | Ciudad Deportiva Nora Leticia Rocha   | 14 de enero   | 19:30         | 200           | 0             | 1             |           |
| Aguacateros CDU   | 7 - 0     | Guerreros de Xico | Unidad Deportiva Hermanos López Rayón | 15 de enero   | 15:00         | 500           | 6             | 0             |           |
| Huracanes Izcalli | 3 - 1     | Ciervos F.C.      | Arreola                               | 16 de febrero | 11:00         | 50            | 6             | 1             |           |
| DESCANSO:         | DESCANSO: | DESCANSO:         | Alebrijes "B"                         | Alebrijes "B" | Alebrijes "B" | Alebrijes "B" | Alebrijes "B" | Alebrijes "B" |           |

| Jornada 2         | Jornada 2 | Jornada 2         | Jornada 2                | Jornada 2   | Jornada 2 | Jornada 2    | Jornada 2  | Jornada 2 | Jornada 2 |
| Local             | Resultado | Visitante         | Estadio                  | Fecha       | Hora      | Espectadores | Amonestado | Expulsado |           |
| ----------------- | --------- | ----------------- | ------------------------ | ----------- | --------- | ------------ | ---------- | --------- | --------- |
| Guerreros de Xico | 0 - 4     | Huracanes Izcalli | Jesús Martínez "Palillo" | 19 de abril | 15:00     | 50           | 6          | 1         |           |
| Ciervos F.C.      | 0 - 5     | Alebrijes "B"     | Arreola                  | 19 de abril | 16:00     | 50           | 2          | 0         |           |
| Lobos Huerta      | 1 - 2     | Aguacateros CDU   | Deportivo Cartagena      | 20 de abril | 11:00     | 50           | 3          | 0         |           |
| DESCANSO:         | DESCANSO: | DESCANSO:         | Calor                    | Calor       | Calor     | Calor        | Calor      | Calor     |           |

| Jornada 3         | Jornada 3 | Jornada 3     | Jornada 3                           | Jornada 3       | Jornada 3       | Jornada 3       | Jornada 3       | Jornada 3       | Jornada 3 |
| Local             | Resultado | Visitante     | Estadio                             | Fecha           | Hora            | Espectadores    | Amonestado      | Expulsado       |           |
| ----------------- | --------- | ------------- | ----------------------------------- | --------------- | --------------- | --------------- | --------------- | --------------- | --------- |
| Guerreros de Xico | 0 - 1     | Lobos Huerta  | Jesús Martínez "Palillo"            | 22 de abril     | 11:00           | 30              | 1               | 0               |           |
| Calor             | 3 - 0     | Ciervos F.C.  | Ciudad Deportiva Nora Leticia Rocha | 22 de abril     | 20:15           | 300             | 4               | 0               |           |
| Huracanes Izcalli | 2 - 0     | Alebrijes "B" | Arreola                             | 23 de abril     | 16:00           | 80              | 3               | 1               |           |
| DESCANSO:         | DESCANSO: | DESCANSO:     | Aguacateros CDU                     | Aguacateros CDU | Aguacateros CDU | Aguacateros CDU | Aguacateros CDU | Aguacateros CDU |           |

| Jornada 4     | Jornada 4 | Jornada 4         | Jornada 4             | Jornada 4         | Jornada 4         | Jornada 4         | Jornada 4         | Jornada 4         | Jornada 4 |
| Local         | Resultado | Visitante         | Estadio               | Fecha             | Hora              | Espectadores      | Amonestado        | Expulsado         |           |
| ------------- | --------- | ----------------- | --------------------- | ----------------- | ----------------- | ----------------- | ----------------- | ----------------- | --------- |
| Alebrijes "B" | 1 - 1     | Calor             | Tecnológico de Oaxaca | 4 de febrero      | 15:00             | 50                | 4                 | 0                 |           |
| Ciervos F.C.  | 1 - 3     | Aguacateros CDU   | Arreola               | 5 de febrero      | 15:30             | 100               | 4                 | 0                 |           |
| Lobos Huerta  | 1 - 2     | Huracanes Izcalli | Hugo Sánchez Márquez  | 6 de febrero      | 15:00             | 100               | 7                 | 0                 |           |
| DESCANSO:     | DESCANSO: | DESCANSO:         | Guerreros de Xico     | Guerreros de Xico | Guerreros de Xico | Guerreros de Xico | Guerreros de Xico | Guerreros de Xico |           |

| Jornada 5         | Jornada 5     | Jornada 5     | Jornada 5                             | Jornada 5     | Jornada 5    | Jornada 5    | Jornada 5    | Jornada 5    | Jornada 5 |
| Local             | Resultado     | Visitante     | Estadio                               | Fecha         | Hora         | Espectadores | Amonestado   | Expulsado    |           |
| ----------------- | ------------- | ------------- | ------------------------------------- | ------------- | ------------ | ------------ | ------------ | ------------ | --------- |
| Aguacateros CDU   | (6) 2 - 2 (5) | Alebrijes "B" | Unidad Deportiva Hermanos López Rayón | 12 de febrero | 15:00        | 300          | 7            | 4            |           |
| Huracanes Izcalli | 1 - 1         | Calor         | Arreola                               | 12 de febrero | 15:00        | 50           | 3            | 1            |           |
| Guerreros de Xico | 0 - 4         | Ciervos F.C.  | Jesús Martínez "Palillo"              | 13 de febrero | 15:00        | 50           | 7            | 0            |           |
| DESCANSO:         | DESCANSO:     | DESCANSO:     | Lobos Huerta                          | Lobos Huerta  | Lobos Huerta | Lobos Huerta | Lobos Huerta | Lobos Huerta |           |

| Jornada 6     | Jornada 6 | Jornada 6         | Jornada 6                           | Jornada 6         | Jornada 6         | Jornada 6         | Jornada 6         | Jornada 6         | Jornada 6 |
| Local         | Resultado | Visitante         | Estadio                             | Fecha             | Hora              | Espectadores      | Amonestado        | Expulsado         |           |
| ------------- | --------- | ----------------- | ----------------------------------- | ----------------- | ----------------- | ----------------- | ----------------- | ----------------- | --------- |
| Alebrijes "B" | 6 - 0     | Guerreros de Xico | Tecnológico de Oaxaca               | 18 de febrero     | 15:00             | 100               | 2                 | 0                 |           |
| Calor         | 1 - 2     | Aguacateros CDU   | Ciudad Deportiva Nora Leticia Rocha | 18 de febrero     | 19:30             | 200               | 5                 | 1                 |           |
| Ciervos F.C.  | 2 - 1     | Lobos Huerta      | Arreola                             | 19 de febrero     | 15:30             | 50                | 3                 | 1                 |           |
| DESCANSO:     | DESCANSO: | DESCANSO:         | Huracanes Izcalli                   | Huracanes Izcalli | Huracanes Izcalli | Huracanes Izcalli | Huracanes Izcalli | Huracanes Izcalli |           |

| Jornada 7         | Jornada 7 | Jornada 7         | Jornada 7                             | Jornada 7     | Jornada 7    | Jornada 7    | Jornada 7    | Jornada 7    | Jornada 7 |
| Local             | Resultado | Visitante         | Estadio                               | Fecha         | Hora         | Espectadores | Amonestado   | Expulsado    |           |
| ----------------- | --------- | ----------------- | ------------------------------------- | ------------- | ------------ | ------------ | ------------ | ------------ | --------- |
| Alebrijes "B"     | 1 - 0     | Lobos Huerta      | Tecnológico de Oaxaca                 | 26 de febrero | 15:00        | 50           | 3            | 0            |           |
| Aguacateros CDU   | 3 - 1     | Huracanes Izcalli | Unidad Deportiva Hermanos López Rayón | 26 de febrero | 15:00        | 300          | 4            | 0            |           |
| Guerreros de Xico | 0 - 3     | Calor             | Cancha 1 C.D. Magdalena Mixhuca       | 26 de febrero | 15:00        | 50           | 3            | 0            |           |
| DESCANSO:         | DESCANSO: | DESCANSO:         | Ciervos F.C.                          | Ciervos F.C.  | Ciervos F.C. | Ciervos F.C. | Ciervos F.C. | Ciervos F.C. |           |

| Jornada 8         | Jornada 8 | Jornada 8         | Jornada 8                       | Jornada 8     | Jornada 8     | Jornada 8     | Jornada 8     | Jornada 8     | Jornada 8 |
| Local             | Resultado | Visitante         | Estadio                         | Fecha         | Hora          | Espectadores  | Amonestado    | Expulsado     |           |
| ----------------- | --------- | ----------------- | ------------------------------- | ------------- | ------------- | ------------- | ------------- | ------------- | --------- |
| Lobos Huerta      | 0 - 2     | Calor             | Deportivo Cartagena             | 4 de marzo    | 10:00         | 0             | 3             | 0             |           |
| Guerreros de Xico | 0 - 3     | Aguacateros CDU   | Cancha 1 C.D. Magdalena Mixhuca | 5 de marzo    | 15:00         | 100           | 5             | 2             |           |
| Ciervos F.C.      | 1 - 2     | Huracanes Izcalli | Arreola                         | 5 de marzo    | 15:30         | 100           | 5             | 1             |           |
| DESCANSO:         | DESCANSO: | DESCANSO:         | Alebrijes "B"                   | Alebrijes "B" | Alebrijes "B" | Alebrijes "B" | Alebrijes "B" | Alebrijes "B" |           |

| Jornada 9         | Jornada 9 | Jornada 9         | Jornada 9                             | Jornada 9   | Jornada 9 | Jornada 9    | Jornada 9  | Jornada 9 | Jornada 9 |
| Local             | Resultado | Visitante         | Estadio                               | Fecha       | Hora      | Espectadores | Amonestado | Expulsado |           |
| ----------------- | --------- | ----------------- | ------------------------------------- | ----------- | --------- | ------------ | ---------- | --------- | --------- |
| Alebrijes "B"     | 1 - 0     | Ciervos F.C.      | Tecnológico de Oaxaca                 | 11 de marzo | 15:00     | 50           | 2          | 0         |           |
| Aguacateros CDU   | 8 - 0     | Lobos Huerta      | Unidad Deportiva Hermanos López Rayón | 12 de marzo | 15:00     | 450          | 0          | 0         |           |
| Huracanes Izcalli | 1 - 0     | Guerreros de Xico | Arreola                               | 12 de marzo | 15:00     | 50           | 1          | 1         |           |
| DESCANSO:         | DESCANSO: | DESCANSO:         | Calor                                 | Calor       | Calor     | Calor        | Calor      | Calor     |           |

| Jornada 10    | Jornada 10    | Jornada 10        | Jornada 10            | Jornada 10      | Jornada 10      | Jornada 10      | Jornada 10      | Jornada 10      | Jornada 10 |
| Local         | Resultado     | Visitante         | Estadio               | Fecha           | Hora            | Espectadores    | Amonestado      | Expulsado       |            |
| ------------- | ------------- | ----------------- | --------------------- | --------------- | --------------- | --------------- | --------------- | --------------- | ---------- |
| Lobos Huerta  | 2 - 1         | Guerreros de Xico | Deportivo Cartagena   | 18 de marzo     | 10:00           | 0               | 4               | 0               |            |
| Alebrijes "B" | (3) 3 - 3 (4) | Huracanes Izcalli | Tecnológico de Oaxaca | 18 de marzo     | 15:00           | 50              | 3               | 2               |            |
| Ciervos F.C.  | 1 - 1         | Calor             | Arreola               | 19 de marzo     | 15:30           | 0               | 6               | 0               |            |
| DESCANSO:     | DESCANSO:     | DESCANSO:         | Aguacateros CDU       | Aguacateros CDU | Aguacateros CDU | Aguacateros CDU | Aguacateros CDU | Aguacateros CDU |            |

| Jornada 11        | Jornada 11 | Jornada 11    | Jornada 11                            | Jornada 11        | Jornada 11        | Jornada 11        | Jornada 11        | Jornada 11        | Jornada 11 |
| Local             | Resultado  | Visitante     | Estadio                               | Fecha             | Hora              | Espectadores      | Amonestado        | Expulsado         |            |
| ----------------- | ---------- | ------------- | ------------------------------------- | ----------------- | ----------------- | ----------------- | ----------------- | ----------------- | ---------- |
| Calor             | 1 - 2      | Alebrijes "B" | Ciudad Deportiva Nora Leticia Rocha   | 25 de marzo       | 19:30             | 500               | 4                 | 1                 |            |
| Aguacateros CDU   | 7 - 1      | Ciervos F.C.  | Unidad Deportiva Hermanos López Rayón | 26 de marzo       | 15:00             | 300               | 1                 | 0                 |            |
| Huracanes Izcalli | 5 - 1      | Lobos Huerta  | Arreola                               | 26 de marzo       | 15:00             | 50                | 1                 | 0                 |            |
| DESCANSO:         | DESCANSO:  | DESCANSO:     | Guerreros de Xico                     | Guerreros de Xico | Guerreros de Xico | Guerreros de Xico | Guerreros de Xico | Guerreros de Xico |            |

| Jornada 12    | Jornada 12    | Jornada 12        | Jornada 12                          | Jornada 12   | Jornada 12   | Jornada 12   | Jornada 12   | Jornada 12   | Jornada 12 |
| Local         | Resultado     | Visitante         | Estadio                             | Fecha        | Hora         | Espectadores | Amonestado   | Expulsado    |            |
| ------------- | ------------- | ----------------- | ----------------------------------- | ------------ | ------------ | ------------ | ------------ | ------------ | ---------- |
| Calor         | 5 - 0         | Huracanes Izcalli | Ciudad Deportiva Nora Leticia Rocha | 1 de abril   | 19:30        | 100          | 1            | 1            |            |
| Ciervos F.C.  | 1 - 1         | Guerreros de Xico | Arreola                             | 2 de abril   | 15:30        | 100          | 7            | 1            |            |
| Alebrijes "B" | (4) 2 - 2 (5) | Aguacateros CDU   | Tecnológico de Oaxaca               | 2 de abril   | 18:00        | 50           | 0            | 0            |            |
| DESCANSO:     | DESCANSO:     | DESCANSO:         | Lobos Huerta                        | Lobos Huerta | Lobos Huerta | Lobos Huerta | Lobos Huerta | Lobos Huerta |            |

| Jornada 13        | Jornada 13 | Jornada 13    | Jornada 13                            | Jornada 13        | Jornada 13        | Jornada 13        | Jornada 13        | Jornada 13        | Jornada 13 |
| Local             | Resultado  | Visitante     | Estadio                               | Fecha             | Hora              | Espectadores      | Amonestado        | Expulsado         |            |
| ----------------- | ---------- | ------------- | ------------------------------------- | ----------------- | ----------------- | ----------------- | ----------------- | ----------------- | ---------- |
| Lobos Huerta      | 5 - 0      | Ciervos F.C.  | Deportivo Cartagena                   | 8 de abril        | 10:00             | 25                | 4                 | 0                 |            |
| Guerreros de Xico | 0 - 5      | Alebrijes "B" | Jesús Martínez "Palillo"              | 8 de abril        | 11:00             | 30                | 2                 | 1                 |            |
| Aguacateros CDU   | 0 - 1      | Calor         | Unidad Deportiva Hermanos López Rayón | 9 de abril        | 15:00             | 400               | 3                 | 2                 |            |
| DESCANSO:         | DESCANSO:  | DESCANSO:     | Huracanes Izcalli                     | Huracanes Izcalli | Huracanes Izcalli | Huracanes Izcalli | Huracanes Izcalli | Huracanes Izcalli |            |

| Jornada 14        | Jornada 14    | Jornada 14        | Jornada 14                          | Jornada 14   | Jornada 14   | Jornada 14   | Jornada 14   | Jornada 14   | Jornada 14 |
| Local             | Resultado     | Visitante         | Estadio                             | Fecha        | Hora         | Espectadores | Amonestado   | Expulsado    |            |
| ----------------- | ------------- | ----------------- | ----------------------------------- | ------------ | ------------ | ------------ | ------------ | ------------ | ---------- |
| Lobos Huerta      | 1 - 2         | Alebrijes "B"     | Deportivo Cartagena                 | 15 de abril  | 11:00        | 0            | 2            | 0            |            |
| Calor             | 2 - 0         | Guerreros de Xico | Ciudad Deportiva Nora Leticia Rocha | 15 de abril  | 20:15        | 200          | 3            | 0            |            |
| Huracanes Izcalli | (9) 2 - 2 (8) | Aguacateros CDU   | Arreola                             | 16 de abril  | 16:00        | 50           | 3            | 0            |            |
| DESCANSO:         | DESCANSO:     | DESCANSO:         | Ciervos F.C.                        | Ciervos F.C. | Ciervos F.C. | Ciervos F.C. | Ciervos F.C. | Ciervos F.C. |            |

## Tabla General de Clasificación
| Pos. | Equipo              | Pts. | PJ | G | E | P  | GF | GC | Dif. | Clasificación |
| ---- | ------------------- | ---- | -- | - | - | -- | -- | -- | ---- | ------------- |
| 1    | Aguacateros CDU (C) | 31   | 12 | 8 | 3 | 1  | 41 | 12 | +29  | Liguilla      |
| 2    | Alebrijes "B"       | 27   | 12 | 7 | 4 | 1  | 30 | 12 | +18  | Liguilla      |
| 3    | Huracanes Izcalli   | 27   | 12 | 7 | 3 | 2  | 26 | 18 | +8   | Liguilla      |
| 4    | Calor               | 26   | 12 | 7 | 3 | 2  | 26 | 8  | +18  | Liguilla      |
| 5    | Lobos Huerta        | 9    | 12 | 3 | 0 | 9  | 14 | 30 | −16  |               |
| 6    | Ciervos F.C.        | 9    | 12 | 2 | 2 | 8  | 12 | 32 | −20  |               |
| 7    | Guerreros de Xico   | 1    | 12 | 0 | 1 | 11 | 2  | 39 | −37  |               |

Actualizado a los partidos jugados el 23 de abril de 2022.
 Fuente: Liga Premier FMF
Criterios de clasificación: Puntos · Diferencia de goles · Goles a favor · Play-off

### Evolución de la clasificación
Fecha de actualización: 23 de abril de 2022 
| Equipo / Jornada  | 01 | 02 | 03 | 04 | 05 | 06 | 07 | 08 | 09 | 10 | 11 | 12 | 13 | 14 |
| ----------------- | -- | -- | -- | -- | -- | -- | -- | -- | -- | -- | -- | -- | -- | -- |
| Aguacateros CDU   | 1  | 1  | 1  | 1  | 1  | 1  | 1  | 1  | 1  | 1  | 1  | 1  | 1  | 1  |
| Alebrijes         | 3  | 4  | 5  | 4  | 3  | 4  | 4  | 4  | 3  | 4  | 2  | 2  | 2  | 2  |
| Huracanes Izcalli | 6* | 3* | 4* | 2  | 5  | 3  | 3  | 2  | 2  | 2  | 4  | 4  | 3  | 3  |
| Calor             | 2  | 2  | 2  | 5  | 2  | 2  | 2  | 3  | 4  | 3  | 3  | 3  | 4  | 4  |
| Lobos Huerta      | 6  | 6  | 6  | 6  | 6  | 6  | 6  | 6  | 6  | 6  | 6  | 6  | 6  | 5  |
| Ciervos           | 4* | 6* | 3* | 3  | 4  | 5  | 5  | 5  | 5  | 5  | 5  | 5  | 5  | 6  |
| Guerreros de Xico | 7  | 7  | 7  | 7  | 7  | 7  | 7  | 7  | 7  | 7  | 7  | 7  | 7  | 7  |

- #: Indica la posición del equipo en su jornada de descanso.
- Las jornadas 2 y 3 fueron reprogramadas y para disputarse al finalizar el torneo regular, por lo que existe un retraso de dos jornadas respecto a lo disputado realmente, por lo que pasaron a ocupar las jornadas 13 y 14 de esta tabla.
- *: Indica la posición del equipo con un partido pendiente al finalizar la jornada.
- †: Indica la posición del equipo con dos partidos pendientes al finalizar la jornada.

## Liguilla
|  | Semifinales                                   | Semifinales                                   | Semifinales                                   | Semifinales                                   |   |   | Final                                | Final                                | Final                                | Final                                |  |
|  | 29 y 30 de abril (ida) 6 y 7 de mayo (vuelta) | 29 y 30 de abril (ida) 6 y 7 de mayo (vuelta) | 29 y 30 de abril (ida) 6 y 7 de mayo (vuelta) | 29 y 30 de abril (ida) 6 y 7 de mayo (vuelta) |   |   | 14 de mayo (ida) 21 de mayo (vuelta) | 14 de mayo (ida) 21 de mayo (vuelta) | 14 de mayo (ida) 21 de mayo (vuelta) | 14 de mayo (ida) 21 de mayo (vuelta) |  |
|  |                                               |                                               |                                               |                                               |   |   |                                      |                                      |                                      |                                      |  |
|  |                                               |                                               |                                               |                                               |   |   |                                      |                                      |                                      |                                      |  |
|  | 1                                             | Aguacateros CDU                               | 0                                             | 4                                             |   |   |                                      |                                      |                                      |                                      |  |
|  | 1                                             | Aguacateros CDU                               | 0                                             | 4                                             |   |   |                                      |                                      |                                      |                                      |  |
|  | 4                                             | Calor                                         | 0                                             | 0                                             |   |   |                                      |                                      |                                      |                                      |  |
|  | 4                                             | Calor                                         | 0                                             | 0                                             |   | 1 | Aguacateros CDU                      | 0                                    | 4                                    |                                      |  |
|  |                                               |                                               |                                               |                                               |   | 1 | Aguacateros CDU                      | 0                                    | 4                                    |                                      |  |
|  |                                               |                                               | 2                                             | Alebrijes "B"                                 | 1 | 1 |                                      |                                      |                                      |                                      |  |
|  | 2                                             | Alebrijes "B"                                 | 2                                             | Alebrijes "B"                                 | 1 | 1 | 1                                    | 1                                    |                                      |                                      |  |
|  | 2                                             | Alebrijes "B"                                 |                                               |                                               |   |   | 1                                    | 1                                    |                                      |                                      |  |
|  | 3                                             | Huracanes Izcalli                             | 1                                             | 0                                             |   |   |                                      |                                      |                                      |                                      |  |
|  | 3                                             | Huracanes Izcalli                             | 1                                             | 0                                             |   |   |                                      |                                      |                                      |                                      |  |
|  |                                               |                                               |                                               |                                               |   |   |                                      |                                      |                                      |                                      |  |

### Semifinales
| 29 de abril de 2022, 20:15 (UTC -5) | Calor | 0:0     | Aguacateros CDU | Ciudad Deportiva Nora Leticia Rocha, Monclova, Coahuila          |                                                                  |
|                                     |       | Reporte |                 | Asistencia: 300 espectadores Árbitro(s): Julio César Gil Jiménez | Asistencia: 300 espectadores Árbitro(s): Julio César Gil Jiménez |

| 7 de mayo de 2022, 16:00 (UTC -5)             | Aguacateros CDU                                               | 4:0 (1:0) (Global 4:0) | Calor | Unidad Deportiva Hermanos López Rayón, Uruapan, Michoacán                |                                                                          |
|                                               | D. Valencia 29' · F. Flores 47' · J. Peña 69' · C. Quiróz 84' | Reporte                |       | Asistencia: 2 000 espectadores Árbitro(s): Diego Gilberto Gurrea Mendoza | Asistencia: 2 000 espectadores Árbitro(s): Diego Gilberto Gurrea Mendoza |
| Aguacateros CDU avanzó a la Final. Global 4-0 |                                                               |                        |       |                                                                          |                                                                          |

| 30 de abril de 2022, 16:00 (UTC -5) | Huracanes Izcalli | 1:1 (1:1) | Alebrijes "B"  | Estadio Arreola, Chalco, Estado de México                  |                                                            |
|                                     | B. López 42'      | Reporte   | 28' D. Choreño | Asistencia: 50 espectadores Árbitro(s): Rodrigo Ramos Romo | Asistencia: 50 espectadores Árbitro(s): Rodrigo Ramos Romo |

| 6 de mayo de 2022, 16:00 (UTC -5)           | Alebrijes "B"  | 1:0 (1:0) (Global 2:1) | Huracanes Izcalli | Estadio Tecnológico de Oaxaca, Oaxaca, Oaxaca                               |                                                                             |
|                                             | D. Choreño 17' | Reporte                |                   | Asistencia: 250 espectadores Árbitro(s): Rosario Guadalupe Cárdenas Morales | Asistencia: 250 espectadores Árbitro(s): Rosario Guadalupe Cárdenas Morales |
| Alebrijes "B" avanzó a la Final. Global 2-1 |                |                        |                   |                                                                             |                                                                             |

### Final
| 14 de mayo de 2022, 18:00 (UTC -5) | Alebrijes "B"  | 1:0 (1:0) | Aguacateros CDU | Estadio Tecnológico de Oaxaca, Oaxaca, Oaxaca                        |                                                                      |
|                                    | F. Hurtado 39' | Reporte   |                 | Asistencia: 567 espectadores Árbitro(s): Jaime Orlando Montes Santos | Asistencia: 567 espectadores Árbitro(s): Jaime Orlando Montes Santos |

| 21 de mayo de 2022, 16:00 (UTC -5)               | Aguacateros CDU                                             | 4:1 (2:1) (Global 4:2) | Alebrijes "B" | Unidad Deportiva Hermanos López Rayón, Uruapan, Michoacán               |                                                                         |
|                                                  | M. Barra 5' · F. Flores 19' · C. Quiróz 58' · L. Menera 84' | Reporte                | 11' E. Banda  | Asistencia: 2 800 espectadores Árbitro(s): Diego Alberto Gurrea Mendoza | Asistencia: 2 800 espectadores Árbitro(s): Diego Alberto Gurrea Mendoza |
| Aguacateros CDU campeón del Torneo Clausura 2022 |                                                             |                        |               |                                                                         |                                                                         |

#### Final - Ida
| 132   | POR   | Miguel Figueroa   |     |
| 81    | DEF   | Adrián Vázquez    |     |
| 84    | DEF   | Rubén Chagoya     |     |
| 86    | DEF   | Diego Choreño     |     |
| 104   | DEF   | Cristo Torres     |     |
| 87    | MED   | Bryan García      | 76' |
| 97    | MED   | Jesús Dorado      |     |
| 110   | MED   | Francisco Hurtado |     |
| 120   | MED   | Osiel Herrera     |     |
| 90    | DEL   | Eliseo Toledo     | 68' |
| 139   | DEL   | Eduardo Banda     | 88' |
| D. T. | D. T. | Isaac Martínez    |     |

| 23    | POR   | Joel Muñoz       |     |
| 2     | DEF   | Uriem Castrejón  |     |
| 15    | DEF   | Edwin Quezada    |     |
| 24    | DEF   | Luis Menera      |     |
| 29    | DEF   | Martín Barra     | 75' |
| 4     | MED   | Eduardo Quiroz   |     |
| 6     | MED   | José León        |     |
| 7     | MED   | César Quiróz     |     |
| 8     | MED   | Francisco Flores | 83' |
| 10    | DEL   | Juan Carlos Peña | 89' |
| 11    | DEL   | Daniel Chávez    |     |
| D. T. | D. T. | José Muñoz       |     |

| 99  | Delantero      | Gaspar López    | 68' |
| 133 | Centrocampista | Ángel Palagot   | 76' |
| 127 | Defensa        | Julián Zaragoza | 88' |

| 28 | Defensa        | Alan Neri        | 75' |
| 18 | Centrocampista | Jorge Rivera     | 83' |
| 31 | Centrocampista | Dennys Navarrete | 89' |

| 39' | Francisco Hurtado | 1:0 |

| 74' | Martín Barra |

| Principal  | Jaime Orlando Montes Santos    |
| Asistentes | Miguel Ángel Álvarez Martínez  |
|            | Cristian Alonso Ramírez Valdez |
| Cuarto     | Oscar Yair Toledo Pineda       |

| Alineación inicial |

| 132   | POR   | Miguel Figueroa   |     |
| 81    | DEF   | Adrián Vázquez    |     |
| 84    | DEF   | Rubén Chagoya     |     |
| 86    | DEF   | Diego Choreño     |     |
| 104   | DEF   | Cristo Torres     |     |
| 87    | MED   | Bryan García      | 76' |
| 97    | MED   | Jesús Dorado      |     |
| 110   | MED   | Francisco Hurtado |     |
| 120   | MED   | Osiel Herrera     |     |
| 90    | DEL   | Eliseo Toledo     | 68' |
| 139   | DEL   | Eduardo Banda     | 88' |
| D. T. | D. T. | Isaac Martínez    |     |

| 23    | POR   | Joel Muñoz       |     |
| 2     | DEF   | Uriem Castrejón  |     |
| 15    | DEF   | Edwin Quezada    |     |
| 24    | DEF   | Luis Menera      |     |
| 29    | DEF   | Martín Barra     | 75' |
| 4     | MED   | Eduardo Quiroz   |     |
| 6     | MED   | José León        |     |
| 7     | MED   | César Quiróz     |     |
| 8     | MED   | Francisco Flores | 83' |
| 10    | DEL   | Juan Carlos Peña | 89' |
| 11    | DEL   | Daniel Chávez    |     |
| D. T. | D. T. | José Muñoz       |     |

| 99  | Delantero      | Gaspar López    | 68' |
| 133 | Centrocampista | Ángel Palagot   | 76' |
| 127 | Defensa        | Julián Zaragoza | 88' |

| 28 | Defensa        | Alan Neri        | 75' |
| 18 | Centrocampista | Jorge Rivera     | 83' |
| 31 | Centrocampista | Dennys Navarrete | 89' |

| 39' | Francisco Hurtado | 1:0 |

| 74' | Martín Barra |

| Principal  | Jaime Orlando Montes Santos    |
| Asistentes | Miguel Ángel Álvarez Martínez  |
|            | Cristian Alonso Ramírez Valdez |
| Cuarto     | Oscar Yair Toledo Pineda       |

| Alineación inicial |

| 132   | POR   | Miguel Figueroa   |     |
| 81    | DEF   | Adrián Vázquez    |     |
| 84    | DEF   | Rubén Chagoya     |     |
| 86    | DEF   | Diego Choreño     |     |
| 104   | DEF   | Cristo Torres     |     |
| 87    | MED   | Bryan García      | 76' |
| 97    | MED   | Jesús Dorado      |     |
| 110   | MED   | Francisco Hurtado |     |
| 120   | MED   | Osiel Herrera     |     |
| 90    | DEL   | Eliseo Toledo     | 68' |
| 139   | DEL   | Eduardo Banda     | 88' |
| D. T. | D. T. | Isaac Martínez    |     |

| 23    | POR   | Joel Muñoz       |     |
| 2     | DEF   | Uriem Castrejón  |     |
| 15    | DEF   | Edwin Quezada    |     |
| 24    | DEF   | Luis Menera      |     |
| 29    | DEF   | Martín Barra     | 75' |
| 4     | MED   | Eduardo Quiroz   |     |
| 6     | MED   | José León        |     |
| 7     | MED   | César Quiróz     |     |
| 8     | MED   | Francisco Flores | 83' |
| 10    | DEL   | Juan Carlos Peña | 89' |
| 11    | DEL   | Daniel Chávez    |     |
| D. T. | D. T. | José Muñoz       |     |

| 99  | Delantero      | Gaspar López    | 68' |
| 133 | Centrocampista | Ángel Palagot   | 76' |
| 127 | Defensa        | Julián Zaragoza | 88' |

| 28 | Defensa        | Alan Neri        | 75' |
| 18 | Centrocampista | Jorge Rivera     | 83' |
| 31 | Centrocampista | Dennys Navarrete | 89' |

| 39' | Francisco Hurtado | 1:0 |

| 74' | Martín Barra |

| Principal  | Jaime Orlando Montes Santos    |
| Asistentes | Miguel Ángel Álvarez Martínez  |
|            | Cristian Alonso Ramírez Valdez |
| Cuarto     | Oscar Yair Toledo Pineda       |

| Alineación inicial |

| 132   | POR   | Miguel Figueroa   |     |
| 81    | DEF   | Adrián Vázquez    |     |
| 84    | DEF   | Rubén Chagoya     |     |
| 86    | DEF   | Diego Choreño     |     |
| 104   | DEF   | Cristo Torres     |     |
| 87    | MED   | Bryan García      | 76' |
| 97    | MED   | Jesús Dorado      |     |
| 110   | MED   | Francisco Hurtado |     |
| 120   | MED   | Osiel Herrera     |     |
| 90    | DEL   | Eliseo Toledo     | 68' |
| 139   | DEL   | Eduardo Banda     | 88' |
| D. T. | D. T. | Isaac Martínez    |     |

| 23    | POR   | Joel Muñoz       |     |
| 2     | DEF   | Uriem Castrejón  |     |
| 15    | DEF   | Edwin Quezada    |     |
| 24    | DEF   | Luis Menera      |     |
| 29    | DEF   | Martín Barra     | 75' |
| 4     | MED   | Eduardo Quiroz   |     |
| 6     | MED   | José León        |     |
| 7     | MED   | César Quiróz     |     |
| 8     | MED   | Francisco Flores | 83' |
| 10    | DEL   | Juan Carlos Peña | 89' |
| 11    | DEL   | Daniel Chávez    |     |
| D. T. | D. T. | José Muñoz       |     |

| 99  | Delantero      | Gaspar López    | 68' |
| 133 | Centrocampista | Ángel Palagot   | 76' |
| 127 | Defensa        | Julián Zaragoza | 88' |

| 28 | Defensa        | Alan Neri        | 75' |
| 18 | Centrocampista | Jorge Rivera     | 83' |
| 31 | Centrocampista | Dennys Navarrete | 89' |

| 39' | Francisco Hurtado | 1:0 |

| 74' | Martín Barra |

| Principal  | Jaime Orlando Montes Santos    |
| Asistentes | Miguel Ángel Álvarez Martínez  |
|            | Cristian Alonso Ramírez Valdez |
| Cuarto     | Oscar Yair Toledo Pineda       |

| Alineación inicial |

#### Final - Vuelta
| 23    | POR   | Joel Muñoz       |     |
| 2     | DEF   | Uriem Castrejón  |     |
| 15    | DEF   | Edwin Quezada    |     |
| 24    | DEF   | Luis Menera      |     |
| 29    | DEF   | Martín Barra     | 89' |
| 4     | MED   | Eduardo Quiróz   |     |
| 6     | MED   | José León        |     |
| 7     | MED   | César Quiróz     |     |
| 8     | MED   | Francisco Flores |     |
| 10    | DEL   | Juan Carlos Peña | 89' |
| 11    | DEL   | Daniel Valencia  | 83' |
| D. T. | D. T. | José Muñoz       |     |

| 132   | POR   | Miguel Figueroa   |     |
| 81    | DEF   | Adrián Vázquez    |     |
| 84    | DEF   | Rubén Chagoya     |     |
| 86    | DEF   | Diego Choreño     |     |
| 104   | DEF   | Cristo Torres     | 77' |
| 87    | MED   | Bryan García      | 68' |
| 97    | MED   | Jesús Dorado      | 30' |
| 110   | MED   | Francisco Hurtado |     |
| 120   | MED   | Osiel Herrera     | 77' |
| 90    | DEL   | Eliseo Toledo     |     |
| 139   | DEL   | Eduardo Banda     |     |
| D. T. | D. T. | Isaac Martínez    |     |

| 18 | Centrocampista | Jorge Rivera   | 83' |
| 28 | Defensa        | Alan Neri      | 89' |
| 20 | Defensa        | Víctor Ramírez | 89' |

| 127 | Defensa        | Julián Zaragoza | 30' |
| 99  | Delantero      | Gaspar López    | 68' |
| 98  | Centrocampista | Arturo Rodelo   | 77' |
| 95  | Centrocampista | Antonio Vázquez | 77' |

| 5' · 19' · 58' · 84' | Martín Barra Francisco Flores César Quiróz Luis Menra | 1:0 2:1 3:1 4:1 |

| 11' | Eduardo Banda | 1:1 |

| 5' · 58' | Martín Barra Uriem Castrejón |

| 36' · 85' | Bryan García Antonio Vázquez |

| Principal  | Diego Gilberto Gurrea Mendoza |
| Asistentes | Jorge Abel Quintero Molina    |
|            | Erik Morales Hernández        |
| Cuarto     | Jorge Carlos Ortiz León       |

| Alineación inicial |

| 23    | POR   | Joel Muñoz       |     |
| 2     | DEF   | Uriem Castrejón  |     |
| 15    | DEF   | Edwin Quezada    |     |
| 24    | DEF   | Luis Menera      |     |
| 29    | DEF   | Martín Barra     | 89' |
| 4     | MED   | Eduardo Quiróz   |     |
| 6     | MED   | José León        |     |
| 7     | MED   | César Quiróz     |     |
| 8     | MED   | Francisco Flores |     |
| 10    | DEL   | Juan Carlos Peña | 89' |
| 11    | DEL   | Daniel Valencia  | 83' |
| D. T. | D. T. | José Muñoz       |     |

| 132   | POR   | Miguel Figueroa   |     |
| 81    | DEF   | Adrián Vázquez    |     |
| 84    | DEF   | Rubén Chagoya     |     |
| 86    | DEF   | Diego Choreño     |     |
| 104   | DEF   | Cristo Torres     | 77' |
| 87    | MED   | Bryan García      | 68' |
| 97    | MED   | Jesús Dorado      | 30' |
| 110   | MED   | Francisco Hurtado |     |
| 120   | MED   | Osiel Herrera     | 77' |
| 90    | DEL   | Eliseo Toledo     |     |
| 139   | DEL   | Eduardo Banda     |     |
| D. T. | D. T. | Isaac Martínez    |     |

| 18 | Centrocampista | Jorge Rivera   | 83' |
| 28 | Defensa        | Alan Neri      | 89' |
| 20 | Defensa        | Víctor Ramírez | 89' |

| 127 | Defensa        | Julián Zaragoza | 30' |
| 99  | Delantero      | Gaspar López    | 68' |
| 98  | Centrocampista | Arturo Rodelo   | 77' |
| 95  | Centrocampista | Antonio Vázquez | 77' |

| 5' · 19' · 58' · 84' | Martín Barra Francisco Flores César Quiróz Luis Menra | 1:0 2:1 3:1 4:1 |

| 11' | Eduardo Banda | 1:1 |

| 5' · 58' | Martín Barra Uriem Castrejón |

| 36' · 85' | Bryan García Antonio Vázquez |

| Principal  | Diego Gilberto Gurrea Mendoza |
| Asistentes | Jorge Abel Quintero Molina    |
|            | Erik Morales Hernández        |
| Cuarto     | Jorge Carlos Ortiz León       |

| Alineación inicial |

| 23    | POR   | Joel Muñoz       |     |
| 2     | DEF   | Uriem Castrejón  |     |
| 15    | DEF   | Edwin Quezada    |     |
| 24    | DEF   | Luis Menera      |     |
| 29    | DEF   | Martín Barra     | 89' |
| 4     | MED   | Eduardo Quiróz   |     |
| 6     | MED   | José León        |     |
| 7     | MED   | César Quiróz     |     |
| 8     | MED   | Francisco Flores |     |
| 10    | DEL   | Juan Carlos Peña | 89' |
| 11    | DEL   | Daniel Valencia  | 83' |
| D. T. | D. T. | José Muñoz       |     |

| 132   | POR   | Miguel Figueroa   |     |
| 81    | DEF   | Adrián Vázquez    |     |
| 84    | DEF   | Rubén Chagoya     |     |
| 86    | DEF   | Diego Choreño     |     |
| 104   | DEF   | Cristo Torres     | 77' |
| 87    | MED   | Bryan García      | 68' |
| 97    | MED   | Jesús Dorado      | 30' |
| 110   | MED   | Francisco Hurtado |     |
| 120   | MED   | Osiel Herrera     | 77' |
| 90    | DEL   | Eliseo Toledo     |     |
| 139   | DEL   | Eduardo Banda     |     |
| D. T. | D. T. | Isaac Martínez    |     |

| 18 | Centrocampista | Jorge Rivera   | 83' |
| 28 | Defensa        | Alan Neri      | 89' |
| 20 | Defensa        | Víctor Ramírez | 89' |

| 127 | Defensa        | Julián Zaragoza | 30' |
| 99  | Delantero      | Gaspar López    | 68' |
| 98  | Centrocampista | Arturo Rodelo   | 77' |
| 95  | Centrocampista | Antonio Vázquez | 77' |

| 5' · 19' · 58' · 84' | Martín Barra Francisco Flores César Quiróz Luis Menra | 1:0 2:1 3:1 4:1 |

| 11' | Eduardo Banda | 1:1 |

| 5' · 58' | Martín Barra Uriem Castrejón |

| 36' · 85' | Bryan García Antonio Vázquez |

| Principal  | Diego Gilberto Gurrea Mendoza |
| Asistentes | Jorge Abel Quintero Molina    |
|            | Erik Morales Hernández        |
| Cuarto     | Jorge Carlos Ortiz León       |

| Alineación inicial |

| 23    | POR   | Joel Muñoz       |     |
| 2     | DEF   | Uriem Castrejón  |     |
| 15    | DEF   | Edwin Quezada    |     |
| 24    | DEF   | Luis Menera      |     |
| 29    | DEF   | Martín Barra     | 89' |
| 4     | MED   | Eduardo Quiróz   |     |
| 6     | MED   | José León        |     |
| 7     | MED   | César Quiróz     |     |
| 8     | MED   | Francisco Flores |     |
| 10    | DEL   | Juan Carlos Peña | 89' |
| 11    | DEL   | Daniel Valencia  | 83' |
| D. T. | D. T. | José Muñoz       |     |

| 132   | POR   | Miguel Figueroa   |     |
| 81    | DEF   | Adrián Vázquez    |     |
| 84    | DEF   | Rubén Chagoya     |     |
| 86    | DEF   | Diego Choreño     |     |
| 104   | DEF   | Cristo Torres     | 77' |
| 87    | MED   | Bryan García      | 68' |
| 97    | MED   | Jesús Dorado      | 30' |
| 110   | MED   | Francisco Hurtado |     |
| 120   | MED   | Osiel Herrera     | 77' |
| 90    | DEL   | Eliseo Toledo     |     |
| 139   | DEL   | Eduardo Banda     |     |
| D. T. | D. T. | Isaac Martínez    |     |

| 18 | Centrocampista | Jorge Rivera   | 83' |
| 28 | Defensa        | Alan Neri      | 89' |
| 20 | Defensa        | Víctor Ramírez | 89' |

| 127 | Defensa        | Julián Zaragoza | 30' |
| 99  | Delantero      | Gaspar López    | 68' |
| 98  | Centrocampista | Arturo Rodelo   | 77' |
| 95  | Centrocampista | Antonio Vázquez | 77' |

| 5' · 19' · 58' · 84' | Martín Barra Francisco Flores César Quiróz Luis Menra | 1:0 2:1 3:1 4:1 |

| 11' | Eduardo Banda | 1:1 |

| 5' · 58' | Martín Barra Uriem Castrejón |

| 36' · 85' | Bryan García Antonio Vázquez |

| Principal  | Diego Gilberto Gurrea Mendoza |
| Asistentes | Jorge Abel Quintero Molina    |
|            | Erik Morales Hernández        |
| Cuarto     | Jorge Carlos Ortiz León       |

| Alineación inicial |

| Campeón Clausura 2022           |
| ------------------------------- |
|                                 |
| Aguacateros CDU                 |
| 2° Título                       |
| Asciende a la Serie A de México |

## Tabla de Cocientes
- La tabla de cocientes se utiliza para determinar el orden de los clasificados a la fase de liguilla por el título y el ascenso.[8] Además, suele utilizarse para definir los descensos de categoría cuando estos se encuentran estipulados para la temporada.[9]

- Datos según la página oficial

 Fecha de actualización: 23 de abril de 2022
| Posición | Equipo            | Puntos | Juegos | Cociente | Diferencia |
| -------- | ----------------- | ------ | ------ | -------- | ---------- |
| 1        | Aguacateros CDU   | 66     | 26     | 2.538    | 69         |
| 2        | Alebrijes "B"     | 60     | 26     | 2.308    | 29         |
| 3        | Calor             | 54     | 26     | 2.077    | 38         |
| 4        | Huracanes Izcalli | 41     | 26     | 1.577    | -11        |
| 5        | Lobos Huerta      | 29     | 26     | 1.115    | -26        |
| 6        | Ciervos F.C.      | 24     | 26     | 0.923    | -37        |
| 7        | Guerreros de Xico | 1      | 26     | 0.038    | -82        |

## Máximos Goleadores
- Datos según la página oficial de la competición.

 Fecha de actualización: 23 de abril de 2022
| Pos. | Jugador          | Equipo            | Goles | Minutos | Frec.       |
| ---- | ---------------- | ----------------- | ----- | ------- | ----------- |
| 1º   | Juan Carlos Peña | Aguacateros CDU   | 14    | 1044    | 74.57 min.  |
| 2º   | Raymundo Mejía   | Huracanes Izcalli | 10    | 1067    | 106.7 min.  |
| 3º   | Eduardo Banda    | Alebrijes "B"     | 9     | 591     | 65.67 min.  |
| 4º   | Eliseo Toledo    | Alebrijes "B"     | 7     | 781     | 111.57 min. |
| =    | Daniel Rodríguez | Lobos Huerta      | 7     | 850     | 121.43 min. |
| =    | Raúl Magallón    | Calor             | 7     | 1023    | 146.14 min. |
| 7º   | Bryan Mota       | Aguacateros CDU   | 5     | 527     | 105.4 min.  |
| =    | Edgar Olvera     | Lobos Huerta      | 5     | 887     | 177.4 min.  |
| =    | Dante Narváez    | Huracanes Izcalli | 5     | 752     | 150.4 min.  |
| =    | Francisco Flores | Aguacateros CDU   | 5     | 718     | 143.6 min.  |
| =    | Eduardo Díaz     | Calor             | 5     | 845     | 169 min.    |

## Asistencia
El listado excluye los partidos que fueron disputados a puerta cerrada.
 Fecha de actualización: 23 de abril de 2022
| 1       | 750   | 250 | Aguacateros CDU vs Guerreros de Xico (500)                                                           | Huracanes Izcalli vs Ciervos (50)                                    |
| 2       | 150   | 50  | Guerreros de Xico vs Huracanes Izcalli Ciervos vs Alebrijes "B" Lobos Huerta vs Aguacateros CDU (50) | N/D                                                                  |
| 3       | 410   | 137 | Calor vs Ciervos (300)                                                                               | Guerreros de Xico vs Lobos Huerta (30)                               |
| 4       | 250   | 83  | Ciervos vs Aguacateros CDU Lobos Huerta vs Huracanes Izcalli (100)                                   | Alebrijes "B" vs Calor (50)                                          |
| 5       | 400   | 133 | Aguacateros CDU vs Alebrijes "B" (300)                                                               | Huracanes Izcalli vs Calor Guerreros de Xico vs Ciervos (50)         |
| 6       | 350   | 117 | Calor vs Aguacateros CDU (200)                                                                       | Ciervos vs Lobos Huerta (50)                                         |
| 7       | 400   | 133 | Aguacateros CDU vs Huracanes Izcalli (300)                                                           | Alebrijes "B" vs Lobos Huerta Guerreros de Xico vs Calor (50)        |
| 8       | 200   | 100 | Guerreros de Xico vs Aguacateros CDU Ciervos vs Huracanes Izcalli (100)                              | N/D                                                                  |
| 9       | 550   | 183 | Aguacateros CDU vs Lobos Huerta (450)                                                                | Alebrijes "B" vs Ciervos Huracanes Izcalli vs Guerreros de Xico (50) |
| 10      | 50    | 50  | Alebrijes "B" vs Calor (50)                                                                          | N/D                                                                  |
| 11      | 850   | 283 | Calor vs Alebrijes "B" (500)                                                                         | Huracanes Izcalli vs Lobos Huerta (50)                               |
| 12      | 250   | 83  | Calor vs Huracanes Izcalli Ciervos vs Guerreros de Xico (100)                                        | Alebrijes "B" vs Aguacateros CDU (50)                                |
| 13      | 455   | 152 | Aguacateros CDU vs Calor (400)                                                                       | Lobos Huerta vs Ciervos (25)                                         |
| 14      | 250   | 125 | Calor vs Guerreros de Xico (200)                                                                     | Huracanes Izcalli vs Aguacateros CDU (50)                            |
| Totales | 5,315 | 144 | Aguacateros CDU vs Guerreros de Xico Calor vs Alebrijes "B" (500)                                    | Lobos Huerta vs Ciervos (25)                                         |